# 5386 Баяя
5386 Баяя (5386 Bajaja) — астероїд головного поясу, відкритий 1 жовтня 1975 року.
Тіссеранів параметр щодо Юпітера — 3,603.